# Paterbrug
De Paterbrug verbindt sinds 1913 de wijk Vreewijk met de binnenstad van de Nederlandse stad Leiden. Het is een van de twee bruggen die de aan weerszijden van de Witte Singel gelegen universitaire gebouwen met elkaar verbinden. Aan het andere eind van het Paterstraatje ligt de Kleine Paterbrug.

## Typering
Het betreft een voor Leiden unieke stalen liggerbrug met houten dek, natuurhouten leuning en bekleding om de stalen delen te verbergen, betonnen pijlers en landhoofden. Door het gebruik van hout en in het bijzonder de tot leuningen verwerkte stammetjes past de brug goed bij de naastgelegen Hortus. Door het gebruik van hout is de brug kwetsbaar voor rot en schimmel en ligt er sinds 1913 inmiddels het vierde exemplaar.
De naast de brug staande zoutbak is bijpassend uitgevoerd.

## Geschiedenis
In 1913 werd de (eerste) Paterbrug gebouwd in het verlengde van het Paterstraatje. De constructie was geheel van “natuurhout”, zodat de brug een mooi geheel vormde met de naastgelegen Hortus. De bovenbouw van deze brug moest echter al in 1926 worden vernieuwd, maar de brug bleef onderhoudsgevoelig. In 1944 moest de brug daarom geheel worden afgebroken. De brug werd in 1945 herbouwd. In 1988 werd besloten de brug opnieuw te vernieuwen wegens de zeer slechte toestand waarin hij verkeerde. Door de gemeente werd een drietal architecten uitgenodigd om een nieuwe brug te ontwerpen, maar alle ontwerpen bleken te duur. Uiteindelijk koos de gemeenteraad tot vreugde van de buurtbewoners voor restauratie in de bestaande vorm, namelijk als rustieke brug met natuurhouten leuning. In 1993 - 1994 werd de brug herbouwd met gebruik van Frans eiken. Dit hout werd, in verband met milieueisen, niet behandeld met verduurzamingsmiddelen. Reeds na een jaar, in 1995, werd vastgesteld dat de houten brugdelen door de waaierzwam en de meniezwam waren aangetast. Behandeling van het bestaande houtwerk bleek niet mogelijk te zijn. In 2001 werd de brug daarom opnieuw gerenoveerd. Hij is nu opgetrokken uit Hongaars robiniahout.
In de binnenstad:

Aeldisbrug ·
Alkemadebrug ·
Asschuurbrug ·
Blauwpoortsbrug ·
Blekersbrug ·
Bostelbrug ·
Catharinabrug ·
Derde Waardbrug ·
Doelenbrug ·
Doelengrachtsbrug ·
Doelenpoortsbrug ·
Dullebrug ·
Franciskanerbrug ·
Gansoordbrug ·
Gepekte Brug ·
Groenebrug ·
Groenhazenbrug ·
Grofsmederijbrug ·
Grote Havenbrug ·
Hapynionbrug ·
Helarbrug ·
Herenbrug ·
Herenpoortsbrug ·
Hogewoerdsbrug ·
Hoogeveensbrug ·
Huigbrug ·
Hulpwerfbrug ·
Jan van Houtbrug ·
Jan Vossenbrug ·
Karnemelksbrug ·
Katoenbrug ·
Kazernebrug ·
Kerkbrug ·
Kerkpleinbrug ·
Kippenbrug ·
Kleine Havenbrug ·
Kleine Paterbrug ·
Koepoortsbrug ·
Koornbrug ·
Koningsbrug ·
Kraaierbrug ·
Laatste Brug ·
Lijsbethbrug ·
Looiersbrug ·
Lourisbrug ·
Loviumbrug ·
Marebrug ·
Marepoortsbrug ·
Mecklenburgerbrug ·
Minnebroersbrug ·
Molensteegbrug ·
Morspoortbrug ·
Nassaubrug ·
Neksluisbrug ·
Nieuwsteegbrug ·
Nonnenbrug ·
Noordeindsbrug ·
Noord-Kijfbrug ·
Oranjebrug ·
Paterbrug ·
Pauwbrug ·
Poppebrug ·
Rembrandtbrug ·
Reuvensbrug ·
Rijnbrug ·
Rijnsburgerbrug ·
Scheluwbrug ·
Singelbrug ·
Sint Jansbrug ·
Sint Jeroensbrug ·
Sint Sebastiaansbrug ·
Stadsmolensluis ·
Tapijtkloppersbrug ·
Trekvaartbrug ·
Turfmarktsbrug ·
Tweede Waardbrug ·
Utrechtse Brug ·
Valkbrug ·
Van Disselbrug ·
Verversbrug ·
Vierde Waardbrug ·
Visbrug ·
Vlietbrug ·
Vreewijkbrug ·
Warmonderbrug ·
Weverbrug · 
Wijnbrug ·
Wisenniabrug ·
Wittepoortsbrug ·
Zijlpoortsbrug ·
Zuid-Kijfbrug ·
Zuidsingelbrug
Overige bruggen:

Groenhovenbrug ·
Haagbrug ·
Haagsche Schouwbrug ·
Hoflandbrug ·
Hooghkamerbrug ·
Jaagbrug ·
Jan van Goyenbrug ·
Julius Caesarbrug ·
Kanaalbrug · 
Lammebrug ·
Oud-Hortuszichtbrug ·
Trekvlietbrug ·
Schrijversbrug ·
Spanjaardsbrug ·
Spoorbrug RSK ·
Spoorbrug De Vink ·
Staatsspoorbrug ·
Stevensbrug ·
Stevenshofbrug ·
Sumatrabrug ·
Waddingerbrug ·
Wilhelminabrug ·
Wouterenbrug ·
Zijlbrug